# Air Force One
Air Force One este indicativul de apel oficial al oricărei aeronave a United States Air Force care îl  transportă pe președintele Statelor Unite.
 
În limbajul comun, termenul se referă la aceste avioane Air Force ale căror principală misiune este de a transporta președintele;cu toate acestea, orice aeronavă US Air Force poate purta indicativul "Air Force One", în timp ce președintele este la bord. Air Force One este un simbol proeminent al președinției americane și al puterii sale,

aeronavele fiind printre cele mai renumite și mai fotografiate din lume.

Ideea de a desemna anumite aeronave militare pentru a transporta președintele a apărut în 1943, când oficialii din United States Army Air Forces- predecesorul US Air Force - au devenit preocupați de dependența de liniile aeriene comerciale pentru transportul președintelui. Un C-87 Liberator Express a fost reconfigurat pentru transportul președintelui; cu toate acestea, propunerea a fost respinsă de către Serviciul Secret pe fondul siguranței  aeronavei. Un C-54 Skymaster a fost apoi modificat în acest scop; acest avion, numit Sacred Cow,l-a transportat pe  președintele Franklin D. Roosevelt la Conferința de la Ialta din februarie 1945, fiind utilizat ulterior pentru încă doi ani de președintele Harry S. Truman.
Indicativul de apel "Air Force One" a fost creat după un incident din 1953 care a implicat o aeronavă care îl  transporta pe  președintele Dwight D. Eisenhower: aceasta a intrat în același spațiu aerian cu un avion al companiei aeriene comerciale care utiliza același semnal de apel. Mai multe avioane au fost folosite ca Air Force One de la crearea flotei prezidențiale. Din 1990, flota prezidențială a constat din două avioane: Boeing VC-25As -  special configurat și aeronava de serie Boeing 747-200B extrem de personalizată. Air Force este in prezent în cautarea unui substitut pentru cele două aeronave utilizate ca Air Force One, dar având ca și ofertant unic pe Boeing . Air Force așteaptă trei aeronave, fiecare urmând să fie livrat în anii 2017, 2019 și 2021.

## Istorie
La data de 11 octombrie 1910, Theodore Roosevelt a devenit primul președinte american care a zburat cu o aeronavă, deși pe când zbura într-un Wright Flyer vechi de la Kinloch Field (lângă St. Louis, Missouri), nu mai avea aceasta funcție,fiind succedat de  William Howard Taft. Acesta nu a fost altceva decât începutul transportului aerian prezidențial.

Înainte de cel de-Al Doilea Război Mondial, președinții călătoreau doar rareori peste ocean și în interiorul țării. Lipsa telecomunicațiilor fără fir și lipsa unui transport rapid făceau impracticabile călătoriile pe distanțe lungi, deoarece presupuneau o durată de timp mult prea mare și o izolare a președintelui de evenimentele din Washington, D.C..Căile ferate erau o opțiune mai sigură în cazul în care președintele era nevoit să ajungă în state îndepărtate. Până la sfârșitul anilor 1930, odată cu sosirea aeronavelor precum Douglas DC-3, un număr tot mai mare  de americani au început să vadă transportul aerian ca un mod rezonabil de a călători. Aeronavele construite numai din metal, motoarele mai fiabile și noile sisteme radio de navigație au făcut călătoriile aeriene comerciale mai sigure și mai convenabile. Companiile de asigurări de viață au început să ofere piloților polițe de asigurare-deși la prețuri extravagante-și mulți oameni de afaceri și oficiali guvernamentali au început să utilizeze companiile aeriene în locul celor de cale ferată, în special pe distanțe mai lungi.
Franklin D. Roosevelt a fost primul președinte care a zburat într-un avion în timpul mandatului. În cel de-Al Doilea Război Mondial, Roosevelt a călătorit cu Dixie Clipper, intr-un Pan-Am echipat Boeing 314 la Conferinta de la Casablanca din 1943 , în Maroc, zbor care a acoperit 5500 de mile. Amenințarea submarinelor germane în întreaga Bătălia Atlanticului a făcut ca zborurile transatlatice să fie mijlocul preferat de transport.

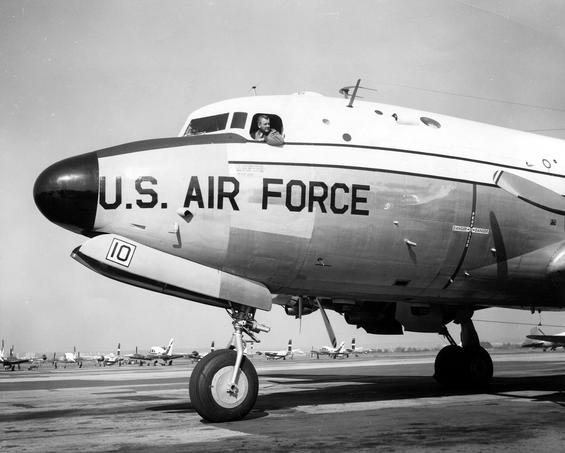
Aeronava C-54 Skymaster a președintelui Franklin D. Roosevelt poreclită "The Sacred Cow".

Preocupați de dependența transportului președintelui de liniile aeriene comerciale, liderii USAAF au ordonat transformarea unui avion militar în vederea adaptării la nevoile speciale ale Comandantului-Suprem. Primul avion propus pentru utilizarea prezidențială a fost un avion de transport C-87A VIP. Acest aparat de zbor cu numărul 41-24159, re-modificat în 1943 pentru a fi utilizat pentru transportul prezidențial VIP, Guess Where II, a fost destinat transportului președintelui Franklin D. Roosevelt în călătoriile sale internaționale. Dacă ar fi fost acceptat, acesta ar fi fost primul avion care urma să fie utilizat în serviciul prezidențial, de fapt primul Air Force One. Cu toate acestea, după o revizuire a sistemului de siguranță al C-87 , Serviciul Secret a refuzat categoric să aprobe Guess Where II  pentru transportul președintelui. Aeronava a fost apoi utilizată pentru transportul membrilor de rang înalt ai administrației Roosevelt în diferite călătorii. În martie 1944 Guess Where II  a transportat-o pe  Eleanor Roosevelt într-un tur de caritate în mai multe țări din America Latină. C-87 a fost casat în 1945.
Serviciul Secret a reconfigurat ulterior un Douglas C-54 Skymaster pentru a deservi transportul președintelui. Această aeronavă VC-54C, poreclită Sacred Cow, includea o zonă de dormit, un telefon radio, lift mobil pentru a-l ridica pe Roosevelt în scaunul cu rotile. VC-54C a fost folosit de către președintele Roosevelt doar o singură dată pentru călătoria sa la Conferința de la Ialta din februarie 1945.

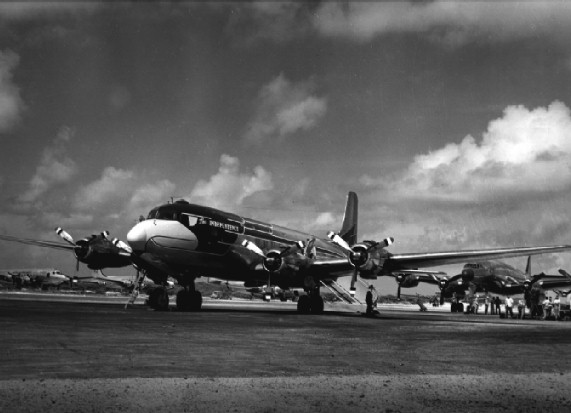
"Independence" folosit prima data de președintele Truman.

După moartea lui Roosevelt în primăvara anului 1945, vice-președintele Harry S. Truman a devenit președinte. Legislația care a creat U.S. Air Force, Actul Național din 1947, a fost semnat de Truman în timp ce se afla la bordul unui VC-54C.  În 1947 el a înlocuit VC-54C cu un C-118 Liftmaster modificat, numindu-l Independence (dupa numele orașului natal al lui Truman în Missouri). Acesta a fost primul avion Air Force One cu un exterior distinctiv, având un cap de vultur pleșuv pictat pe vârf.
Semnalul de apel prezidențial a fost stabilit pentru scopuri de securitate în timpul administrației lui Dwight D. Eisenhower. Modificarea a fost rezultatul unui incident din anul 1953 în care o aeronavă comercială Eastern Airlines (8610) a avut același semnal de apel ca și avionul președintelui, care se găsea în  aeronava Air Force 8610. Aeronava a intrat accidental în același spațiu aerian, după incident semnalul de apel "Air Force One" fiind stabilit numai pentru aeronava prezidențială. Primul zbor oficial al Air Force One a avut loc în 1959 în timpul administrației Eisenhower.

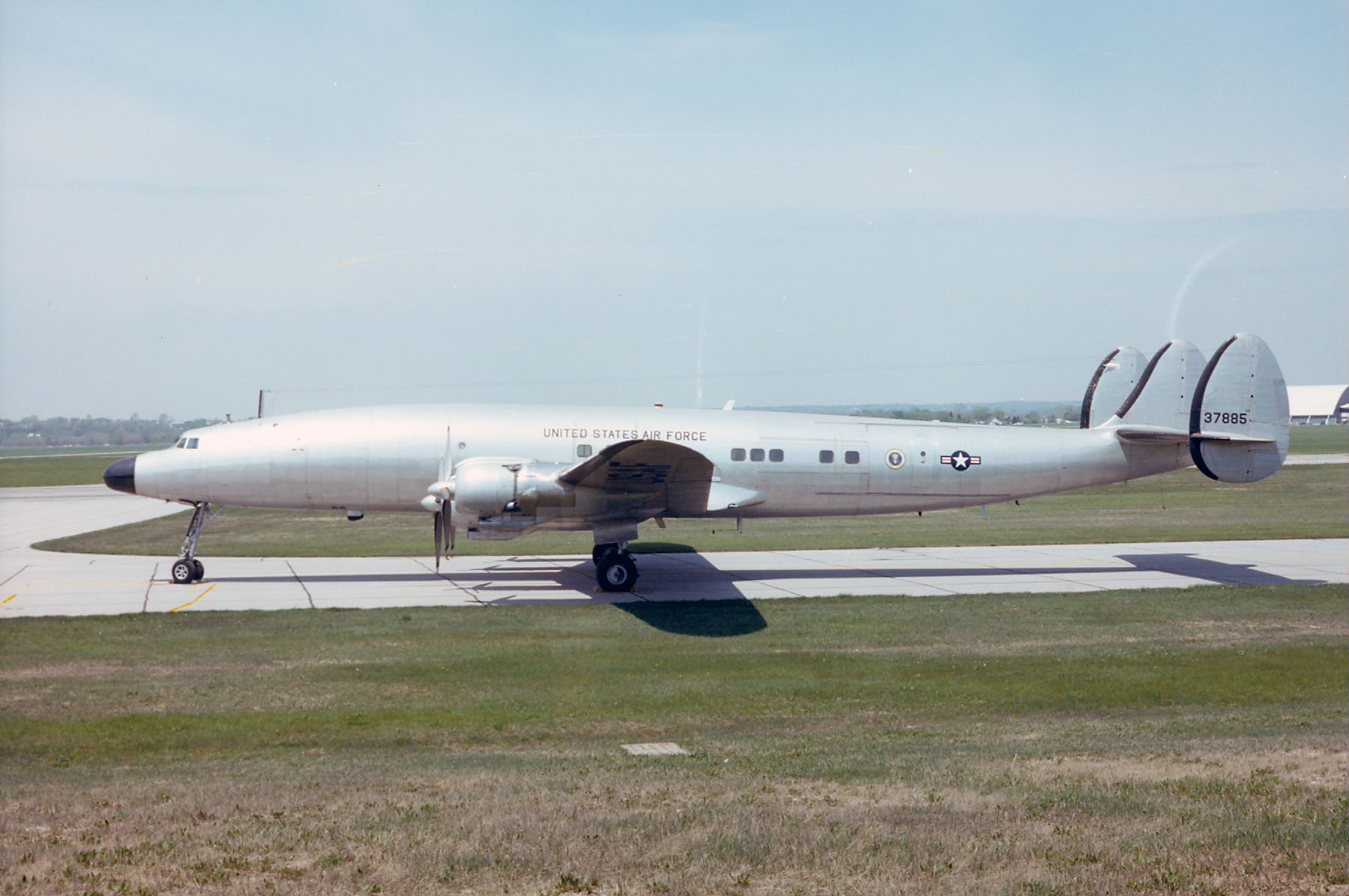
"The Columbine III" folosit de președintele Eisenhower.

Eisenhower a introdus, de asemenea, alte patru aeronave cu elice în serviciul prezidențial: Lockheed C-121 Constellations (VC-121E). Aceste aeronave au fost numite Columbine II și Columbine III  de Mamie Eisenhower după Columbine, floarea oficială a statului Colorado. Două Aero Commanders au fost, de asemenea, adăugate flotei și au câștigat distincția de a fi cele mai mici avioane folosite pentru a servi vreodată ca Air Force One. Președintele Eisenhower a mai modernizat tehnologia  Air Force One și prin adăugarea unui telefon aerian  și a unei mașini-telex  de comunicare la sol.

### Boeing 707s

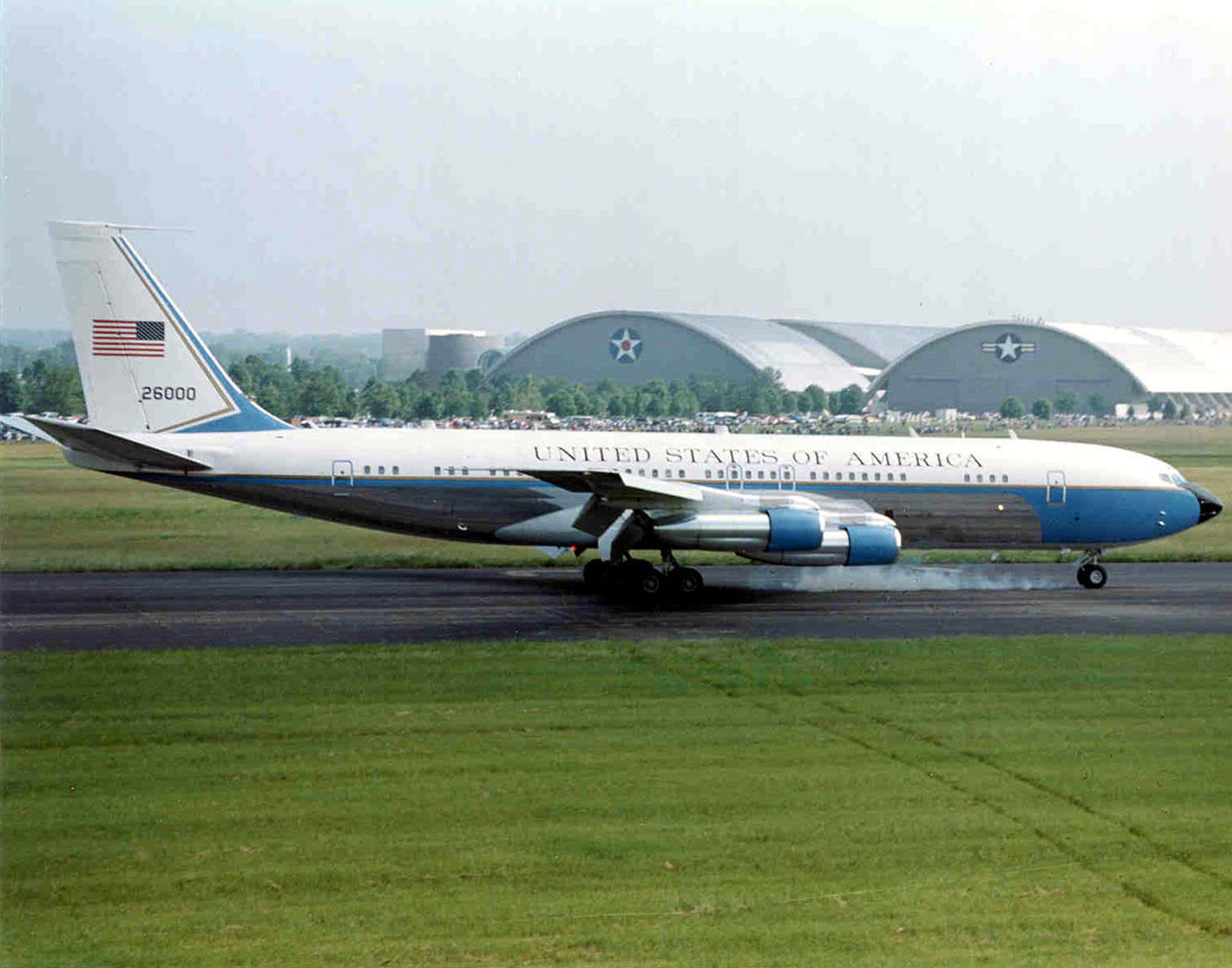
Boeing 707 (SAM 26000)

Spre sfârșitul mandatului lui Eisenhower, în 1958, Air Force a adăugat trei avioane Boeing 707 ( CV-137s desemnate SAM 970, 971, și 972) în flotă. Eisenhower a devenit primul președinte care a folosit VC-137 în timpul turului de caritate  "Flight to Peace"(3 decembrie-22 decembrie 1959). El a vizitat 11 națiuni din Asia zburând 22000 mile (35.000 km) în 19 zile, aproximativ de două ori mai rapid decât dacă ar fi făcut-o cu Columbine.
În octombrie 1962, administrația John F. Kennedy a achiziționat un C-137 Stratoliner(un 707 modificat pentru rază lungă de acțiune)-Special Air Mission (SAM) 26000, deși Kennedy a folosit avioane din timpul lui Eisenhower pentru excursii în Canada, Franța, Austria și Regatul Unit.
Air Force a încercat să creeze o stemă prezidențială specială din propriul design:  o schemă în roșu și auriu metalizat, cu numele națiunii în litere de tipar. Kennedy a simțit că aeronava părea prea regală, și, la sfaturile soției sale, Prima Doamnă Jacqueline Kennedy, el l-a contactat pe designerul american Raymond Loewy pentru a ajuta la proiectarea unei noi steme și unui nou interior pentru VC-137 . Loewy s-a întâlnit cu președintele, iar prima cercetare cu privire la proiectul său l-a dus la Arhivele Naționale, unde s-a uitat la primul exemplar tipărit al Declarației de Independență a Statelor Uniteși văzând numele țării scris spațiat și cu majuscule. El a ales să expună fuselajul de aluminiu lustruit pe partea din jos, și a utilizat două tipuri de albastru, un albastru-ardezie asociat cu Republica timpurie și președinția, precum și un cyan mai contemporan, să reprezinte prezentul și viitorul. Sigiliul prezidențial a fost adaugat in ambele părți ale fuselajului, lângă bot, un steag mare a fost pictat pe coadă, iar pe lateralul aeronavei a fost scris "United States of America", cu majuscule. Munca lui Loewy a primit laude imediate din partea președintelui și a presei. Marcajele de pe VC-137 au fost adoptate și pentru mai marele VC-25, atunci când a intrat în serviciu, în 1990.
SAM 26000 a fost în serviciu între anii 1962 - 1998, servind președinților de la Kennedy la Clinton. La data de 22 noiembrie 1963, SAM 26000 l-a transportat pe președintele Kennedy la Dallas, Texas. Mai târziu în acea după-amiază, Kennedy a fost asasinat,  iar vicepreședintele Lyndon Johnson și-a asumat postul de președinte și a depus jurământul la bordul SAM 26000. La cererea lui Johnson, avionul a transportat corpul lui Kennedy înapoi la Washington. Niște scaune și un perete de compartimentare au fost scoase din partea din spate a avionului, astfel încât Jacqueline Kennedy să poată sta cu președintele ucis – tocmai pentru a evita transportarea rușinoasă a sicriului în cală. . Un deceniu mai târziu, aeronava a adus și corpul lui Johnson la Washington pentru funeraliile de stat și apoi acasă, la Texas.
SAM 26000 a fost înlocuit în 1972 de un alt VC-137, Special Air Mission 27000, deși SAM 26000 a fost păstrat ca o copie de siguranță până când a fost, în cele din urmă, retras în 1998. SAM 26000 este acum expus la Muzeul Național al United States Air Force. Richard Nixon a fost primul președinte care a utilizat SAM 27000, aeronava cea nouă servind fiecare președinte până când a fost înlocuită de două VC-25 (SAM 28000 și 29000), în 1990. După ce și-a anuțat intenția de a demisiona, Nixon a urcat la bordul SAM 27000 să călătorească în California. Deasupra Missouri, indicativul de apel al avionului s-a schimbat din Air Force One, în SAM 27000, după ce Gerald Ford a devenit președinte.
SAM 27000 a fost scos din uz în 2001 de către președintele George W. Bush și, mai târziu, demontat și dus la Biblioteca Prezidențială Ronald Reagan în Simi Valley, unde a fost reasamblat și expus.

### Boeing 747s

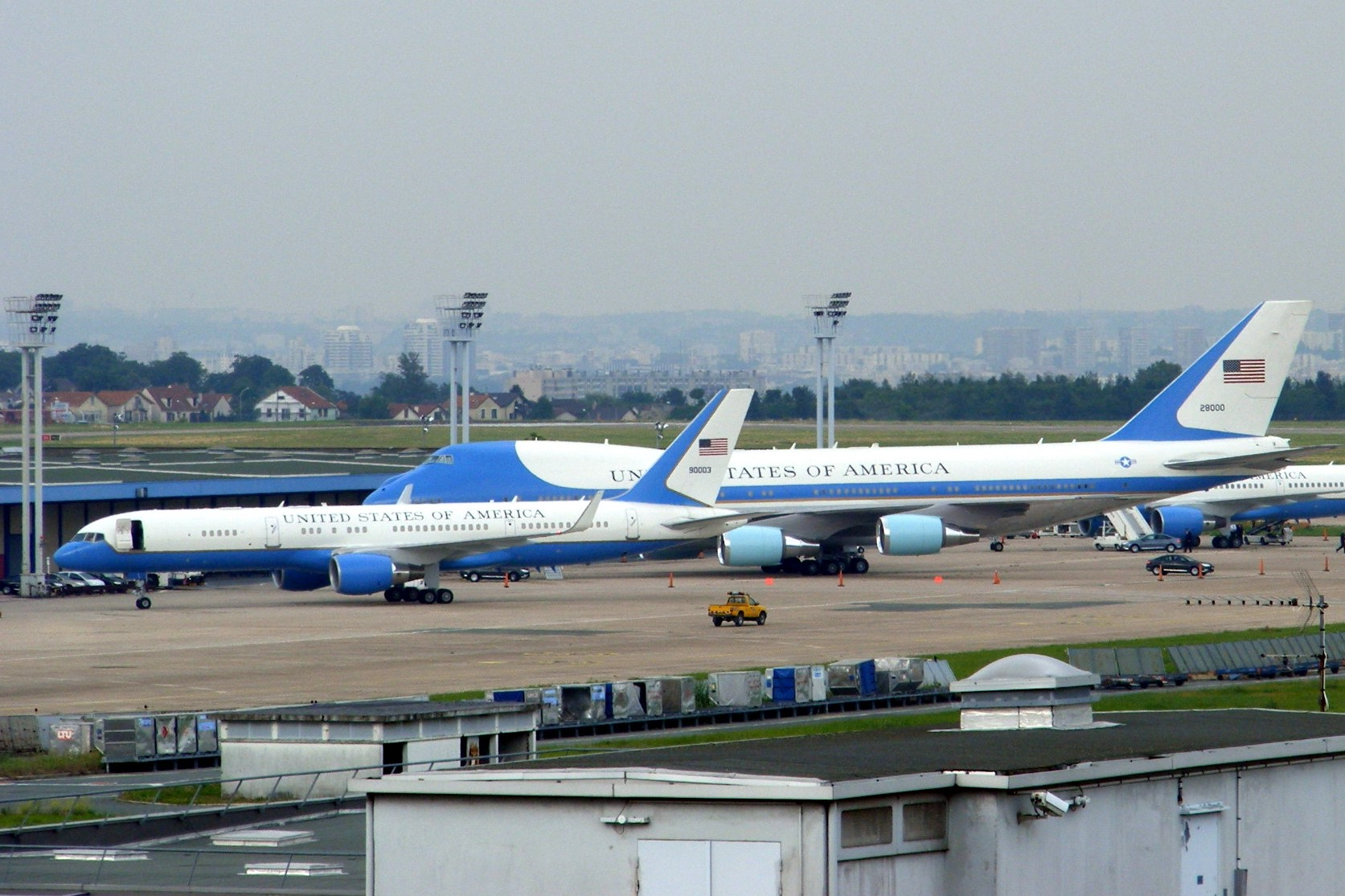
Air Force One și Air Force Two la Paris-Orly Airport.

Deși în timpul celor două mandate de președinție ale lui Ronald Reagan nu s-au sesizat schimbări majore la Air Force One,  fabricarea de aeronave prezidențiale din versiunea 747 a început în timpul mandatului său. USAF a emis o cerere de ofertă în 1985 pentru două aeronave wide-body cu un minim de trei motoare și o distanță de zbor de 6.000 de mile fără alimentare.  Boeing, cu 747, și McDonnell Douglas DC-10 și-au prezentat propunerile ,iar  Administrația Reagan a comandat două 747 identice pentru a înlocui 707-le îmbătrânite. . Designul interior a fost realizat de Prima Doamnă Nancy Reagan.  Primul dintre cele două avioane ,desemnat VC-25A ,a fost livrat în 1990, în timpul administrației lui George H.W Bush. Întârzierile au apărut pentru a permite lucrări suplimentare pentru a proteja aeronavele de efectele impulsurilor electromagnetice (EMP). VC-25 este echipat atât cu un telefon securizat cât și nesecurizat, precum  și sisteme computerizate de comunicații, care să permită președintelui să-și exercite atribuțiile în timp ce e în aer, în cazul unui atac asupra Statelor Unite.

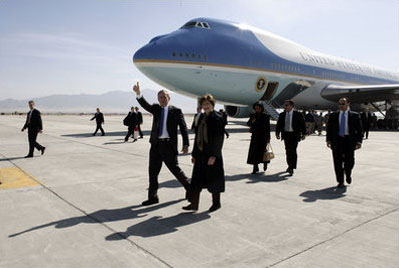
Preșidentele George W. Bush și Laura Bush pe aeroportul din Afganistan, 1 martie 2006.

Air Force One, de obicei, nu are avioane de vânătoare care escortează aeronava prezidențială, dar totuși,în iunie 1974, în timp ce președintele Nixon făcea o oprire programată în Siria, avioane de vânătoare siriene au interceptat Air Force One pentru a acționa ca escorte. Cu toate acestea, echipajul de pe Air Force One nu a fost informat în prealabil și, ca rezultat, a luat măsuri de evitare, executând manevre evazive.
Unul dintre episoadele cele mai dramatice la bordul Air Force One s-a întâmplat în timpul atacurilor din 11 septembrie. Președintele George W. Bush a fost reținut la sol la Emma E. Booker Elementary School din Sarasota, Florida, după atacul de la World Trade Center din New York. A zburat cu un VC-25 de la Sarasota-Bradenton International Airport la Barksdale Air Force Base în Louisiana și apoi la Offutt Air Force Base în Nebraska înainte de a reveni la Washington. În ziua următoare, oficialii de la Casa Albă și Departamentul de Justiție au explicat că președintele Bush a făcut acest lucru, deoarece au a fost informații specifice și credibile că Air Force One și Casa Albă erau, de asemenea, țintele teroriștilor. Investigațiile ulterioare au arătat că motivul ar fi fost o problemă de comunicare.

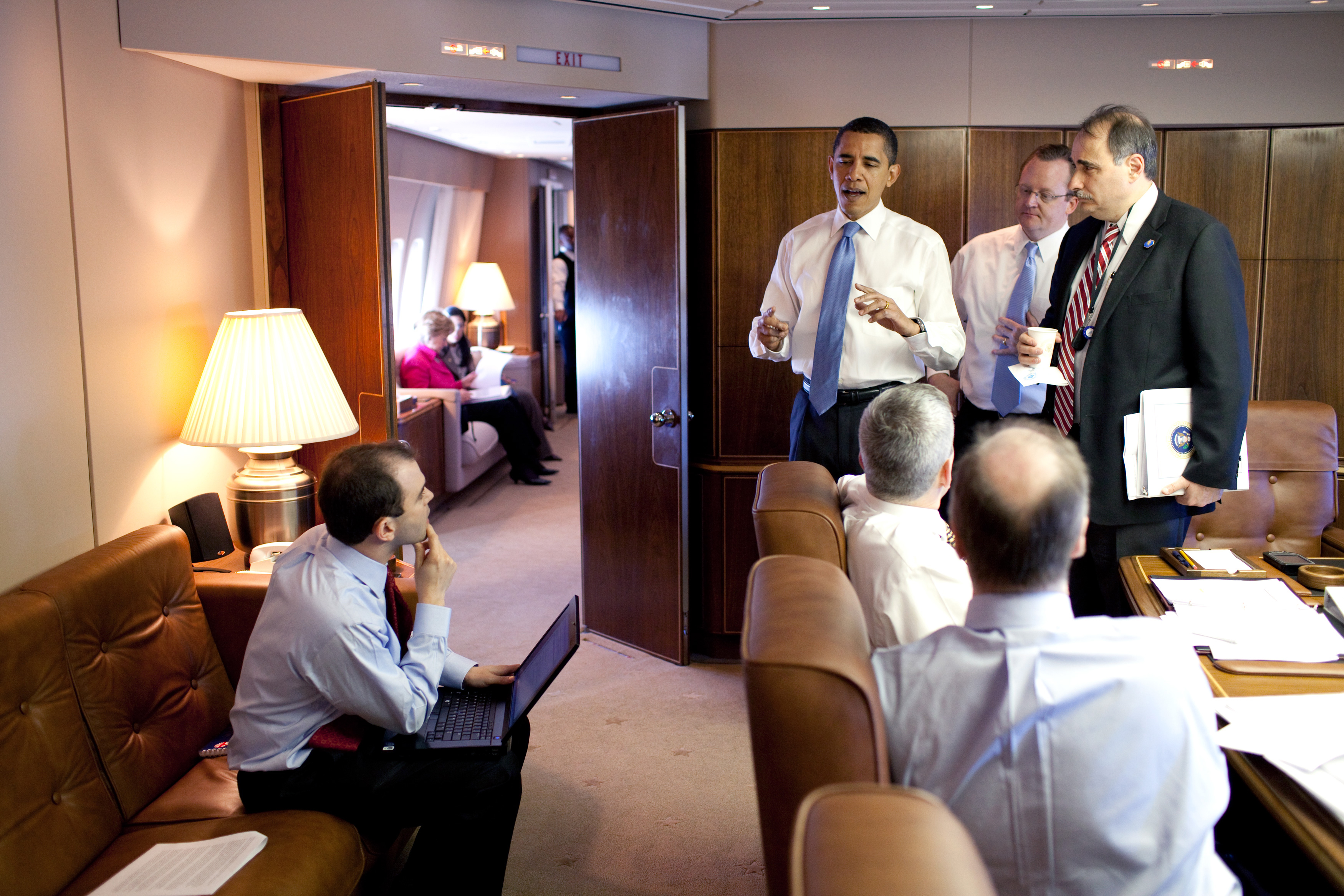
Barack Obama cu staff-ul lui în sala de conferințe, 3 aprilie 2009.

Când președintele Bush a ajuns la finalul celui de-al doilea mandat în 2009, un VC-25 a fost folosit pentru a-l transport în Texas. În acest scop, aeronava a fost numită Special Air Mission 28000, deoarece aeronava nu purta actualul președinte al Statelor Unite. Aranjamente similare au fost făcute pentru foștii președinți Ronald Reagan și Bill Clinton.
VC-25A  sunt de așteptat să fie înlocuite, deoarece au devenit mai puțin rentabil să funcționeze. USAF Air Mobility Command a fost responsabilizat cu căutarea de posibili înlocuitori, inclusiv Boeing 747-8 și EADS Airbus A380. . La 28 ianuarie 2009, EADS a anunțat că nu va licita pentru aeronavă, lăsând Boeing singurul ofertant, fie cu al lor Boeing 747-8 sau Boeing 787.

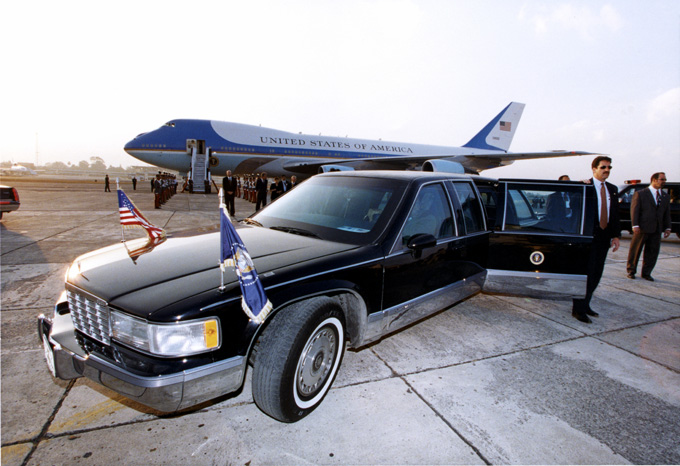
Air Force One, Limuzina prezidențială

## Alte aeronave prezidențiale
United Airlines a fost singura companie aeriană comercială care a operat executivul. La 26 decembrie 1973, președintele de atunci, Richard Nixon, a zburat ca pasager la bordul unui avion de la Washington la Los Angeles International. Acest lucru a fost explicat de către personalul său că a fost făcut în scopul de a conserva combustibilul care ar fi fost necesar unui zbor cu Air Force One.
În noiembrie 1999, președintele Bill Clinton a zburat de la Ankara, Turcia, la Cengiz Topel Naval Air Station, Turcia, la bordul unui  C-20C (Gulfstream III) folosind indicativul de apel "Air Force One", escortat de trei avioane F-16 .
La data de 8 martie 2000, președintele Bill Clinton a zburat în Pakistan la bordul unui Gulfstream III nemarcat, în timp ce o altă aeronavă cu indicativul de apel "Air Force One" a zburat pe aceeași rută cu câteva minute mai târziu.
În mai 2009, președintele Barack Obama a dus-o pentru prima dată pe Prima Doamnă la New York într-un Gulfstream 500. La data de 16 iulie 2010, familia Obama a zburat la Maine într-un Gulfstream III pictat in culori prezidențiale.
De asemenea, președintele zboară și în elicoptere Marine One operate de US Marine Corps.

## Air Force One la expozițe

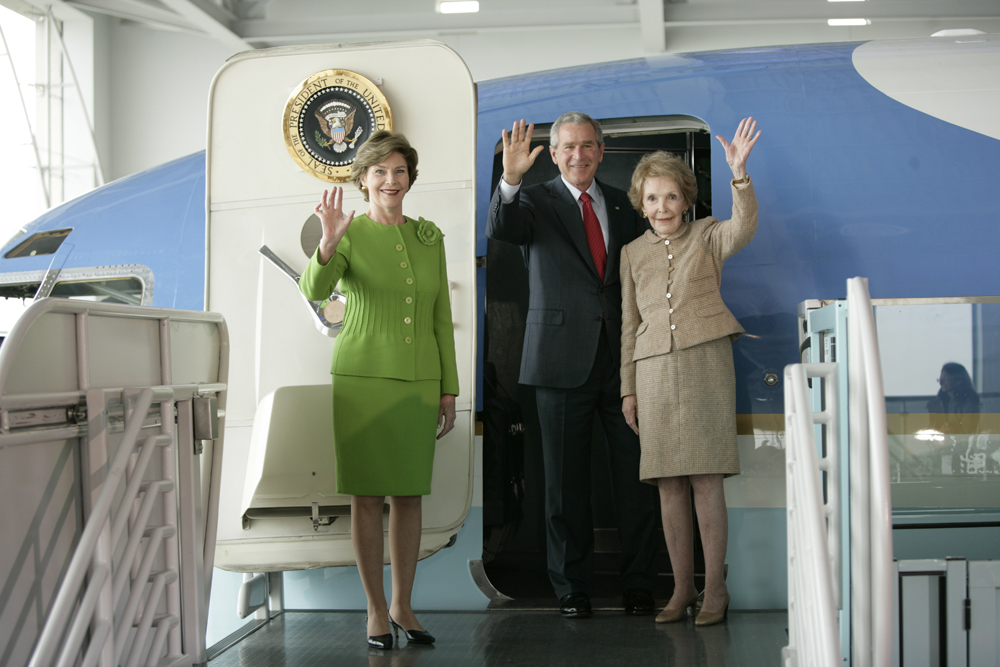
În 2005, președintele George W. Bush

Mai multe aeronave prezidențiale care au servit anterior ca Air Force One (Sacred Cow, Independence, Columbine III, SAM 26000, și alte aeronave prezidențiale mai mici) sunt expuse în hangarul prezidențial al Muzeului Național al United States Air Force (situat la Wright -Patterson AFB lângă Dayton, Ohio) și la Museum of Flight din Seattle, Washington (mai devreme SAM VC-137b 970). Boeing 707 care a servit ca Air Force One în timpul mandatelori lui Nixon până la George HW Bush (SAM 27000) este expus în Simi Valley, California, la Biblioteca Prezidențială Ronald Reagan.
O Liftmaster VC-118a utilizat de către John F. Kennedy este expus la Pima Air & Space Museum din Tucson, Arizona.